# John Lax
John Lax   (Massachusetts, 23 de juliol de 1911 - Cambridge, 14 de juliol de 2001) va ser un jugador d'hoquei sobre gel estatunidenc que va competir durant la dècada de 1930.
El 1936 va prendre part en els Jocs Olímpics de Garmisch-Partenkirchen, on guanyà la medalla de bronze en la competició d'hoquei sobre gel.